# 소스 SDK
소스 SDK(영어: Source SDK)는 소스 엔진 게임에서 콘텐츠를 만드는 데 사용되며 밸브 코퍼레이션에 개발된 소프트웨어 개발 키트이다. 레프트 4 데드, 레프트 4 데드 2, 카운터-스트라이크: 글로벌 오펜시브, 포털2, 팀 포트리스2와 같은 게임의 특정 엔진에 맞게 스팀에 게임과 함께 제공된다.

## 주요 기능
《소스 SDK: 밸브 해머 에디터》 , 《모델 뷰어》 및 《Face Poser》의 세 가지 응용 프로그램이 있다.

### 밸브 해머 에디터
밸브 해머 에디터 프로그램은 소스 개발 키트에 포함되어 소스 엔진을 이용해 게임에 이용되는 맵를 만들 수 있도록 사용자에게 제공하고 있다. 팀 포트리스 2, 카운터-스트라이크: 소스 및 포탈과 같은 게임에 사용할 수 있다.

### 모델 뷰어
모델 뷰어는 사용자가 모델을 개발을 하거나 모델과 관련된 다른 다양한 목적을 위해 사용되는 프로그램며 모델의 애니메이션, 부착 점, 선 등을 볼 수 있다.

### Face Poser
Face Poser는 모델의 얼굴 애니메이션과 형태를 수정하는 데 사용되는 도구이다.

## 같이 보기
- 밸브 코퍼레이션
- 스팀
- 소스 (게임 엔진)